# Szczepan
Szczepan – imię męskie. Pierwotna spolonizowana forma greckiego imienia Stefan, przejęta do polszczyzny w czasach najdawniejszych, jeszcze przed ustaleniem się w języku polskim spółgłoski f – która była wówczas zastępowana przez [p] lub [b] (tę drugą w zapożyczeniach niemieckich lub w wyrazach przejętych za niemieckim pośrednictwem) – w brzmieniu Szczepan i dopiero wtórnie sprowadzona do języka polskiego w brzmieniu Stefan. 
Patronem tego imienia jest święty Szczepan.
Szczepan imieniny obchodzi: 3 sierpnia i 26 grudnia.
Znane osoby noszące to imię:
- Szczepan Józef Gółkowski
- Szczepan Grzeszczyk
- Szczepan Jeleński
- Szczepan Keller
- Szczepan Sadurski
- Szczepan Twardoch
- Szczepan Wesoły